# Gonomyia triaculeata
Gonomyia triaculeata är en tvåvingeart som beskrevs av Alexander 1938. Gonomyia triaculeata ingår i släktet Gonomyia och familjen småharkrankar. Inga underarter finns listade i Catalogue of Life.